# Rhynchomicropteron vallacki
Rhynchomicropteron vallacki är en tvåvingeart som beskrevs av Ronald Henry Lambert Disney 1981. Rhynchomicropteron vallacki ingår i släktet Rhynchomicropteron och familjen puckelflugor.
Artens utbredningsområde är Sarawak. Inga underarter finns listade i Catalogue of Life.